# スペアミント (バンド)
スペアミント（英: Spearmint）は、イングランド・ロンドン出身のインディー・ポップ・バンド。 1995年に結成された。『NME』 、『タイムアウト』、『メロディ・メイカー』、『Uncut』といった音楽雑誌にて取り上げられるなどしている。

## 概要
1995年、シャーリー・リーがロンドンにて結成。当初のメンバーはギター・ボーカルのリーに加え、キーボードおよびコーラスのサイモン・カルナン、ドラムのローナン・ラーヴァー、ベースのマーティン・タルボットの4人。彼らは「hitBack」という個人レーベルを立ち上げ、最初期の音源を白ラベルのレコード盤形式でリリースした。その後、ベースのタルボットが脱退し、後任のジェームズ・パーソンズが加入する。彼は同時にアルバム・カバーのデザインも務めていたと言われる。
1998年に初のアルバム『ソングス・フォー・ザ・カラー・イエロー』をリリース。翌1999年に『ア・ウィーク・アウェイ』、2000年にミニ・アルバム『オクラホマ!』を立て続けにリリース。2001年にリリースされた『ア・ディファレント・ライフタイム』では、ディコン・エドワーズがゲスト・ギタリストとして参加している。程なくしてパーソンズがギターに転向、ベーシストとしてアンディ・ルイスが加入しツイン・ギター構成になる。2003年にコンピレーション盤の『ア・レパード・アンド・アザー・ストーリーズ』をリリース。翌2004年にアコースティック演奏によるドイツ・ツアーを敢行し、ツアー限定盤の『The Boy and the Girl That Got Away』もリリースされた。その後は2006年に『パリス・イン・ア・ボトル』、2014年に『News from Nowhere』、2016年に『It's Time to Vanish』をリリースし、現在に至る。
なお、映画『(500)日のサマー』において、ジョゼフ・ゴードン＝レヴィット演じるトム・ハンセンが「It pains me we live in a world where nobody's heard of Spearmint.（誰もスペアミントを聴いてない世界で生きるのは辛いよ）」と発言するシーンがある。

## ディスコグラフィ

### スタジオ・アルバム
- 『ア・ウィーク・アウェイ』 - A Week Away (1999年)
- 『オクラホマ!』 - Oklahoma (2000年)
- 『ア・ディファレント・ライフタイム』 - A Different Lifetime (2001年)
- My Missing Days (2003年)
- The Boy and the Girl That Got Away (2005年)
- 『パリス・イン・ア・ボトル』 - Paris in a Bottle (2006年)
- A Week Away re-issue including Life In Reverse (2009年)
- News from Nowhere (2014年)
- It's Time to Vanish (2016年)
- Are You from the Future? (2019年)
- Holland Park (2021年)
- This Candle Is For You (2023年)

### コンピレーション・アルバム
- 『ソングス・フォー・ザ・カラー・イエロー』 - Songs for the Colour Yellow (1998年)
- 『ア・レパード・アンド・アザー・ストーリーズ』 - A Leopard and Other Stories (2004年)